# Campeonato Europeo de Patinaje de Velocidad sobre Hielo en Distancia Corta
El Campeonato Europeo de Patinaje de Velocidad sobre Hielo en Distancia Corta (en inglés, European Sprint Speed Skating Championship) se efectúa desde 2017 y es organizado por la Unión Internacional de Patinaje sobre Hielo (ISU) cada año impar.
Se disputan pruebas en las distancias de velocidad o esprint: 500 m y 1000 m. Cada patinador realiza cuatro carreras, dos en cada distancia, repartidas en dos días. Los tiempos que cada patinador hace en las carreras se traducen en puntos; el patinador con el menor número de puntos es el campeón de la clasificación general.

## Ediciones
| Núm. | Año  | Sede       | País         |
| ---- | ---- | ---------- | ------------ |
| I    | 2017 | Heerenveen | Países Bajos |
| II   | 2019 | Collalbo   | Italia       |
| III  | 2021 | Heerenveen | Países Bajos |
| IV   | 2023 | Hamar      | Noruega      |
| V    | 2025 | Heerenveen | Países Bajos |

## Medallistas

### Masculino
| Núm. | Año  | Sede                         | Oro                               | Plata                             | Bronce                         |
| ---- | ---- | ---------------------------- | --------------------------------- | --------------------------------- | ------------------------------ |
| I    | 2017 | Heerenveen · ( Países Bajos) | Kai Verbij · Países Bajos         | Kjeld Nuis · Países Bajos         | Nico Ihle · Alemania           |
| II   | 2019 | Collalbo · ( Italia)         | Kai Verbij · Países Bajos         | Håvard Lorentzen · Noruega        | Henrik Fagerli Rukke · Noruega |
| III  | 2021 | Heerenveen · ( Países Bajos) | Thomas Krol · Países Bajos        | Hein Otterspeer · Países Bajos    | Joel Dufter · Alemania         |
| IV   | 2023 | Hamar · ( Noruega)           | Merijn Scheperkamp · Países Bajos | Hein Otterspeer · Países Bajos    | Marten Liiv Estonia            |
| V    | 2025 | Heerenveen · ( Países Bajos) | Jenning de Boo · Países Bajos     | Merijn Scheperkamp · Países Bajos | Tim Prins · Países Bajos       |

### Femenino
| Núm. | Año  | Sede                         | Oro                                 | Plata                          | Bronce                           |
| ---- | ---- | ---------------------------- | ----------------------------------- | ------------------------------ | -------------------------------- |
| I    | 2017 | Heerenveen · ( Países Bajos) | Karolína Erbanová · República Checa | Jorien ter Mors · Países Bajos | Olga Fatkulina · Rusia           |
| II   | 2019 | Collalbo · ( Italia)         | Vanessa Herzog · Austria            | Daria Kachanova · Rusia        | Olga Fatkulina · Rusia           |
| III  | 2021 | Heerenveen · ( Países Bajos) | Jutta Leerdam · Países Bajos        | Anguelina Golikova · Rusia     | Femke Kok · Países Bajos         |
| IV   | 2023 | Hamar · ( Noruega)           | Jutta Leerdam · Países Bajos        | Femke Kok · Países Bajos       | Vanessa Herzog · Austria         |
| V    | 2025 | Heerenveen · ( Países Bajos) | Jutta Leerdam · Países Bajos        | Femke Kok · Países Bajos       | Suzanne Schulting · Países Bajos |

## Medallero histórico total
- Actualizado a Heerenveen 2025.

| Núm. | País            | Oro | Plata | Bronce | Total |
| ---- | --------------- | --- | ----- | ------ | ----- |
| 1    | Países Bajos    | 8   | 7     | 3      | 18    |
| 2    | Austria         | 1   | 0     | 1      | 2     |
| 3    | República Checa | 1   | 0     | 0      | 1     |
| 4    | Rusia           | 0   | 2     | 2      | 4     |
| 5    | Noruega         | 0   | 1     | 1      | 1     |
| 6    | Alemania        | 0   | 0     | 2      | 2     |
| 7    | Estonia         | 0   | 0     | 1      | 1     |
|      | TOTAL           | 10  | 10    | 10     | 30    |